# Spidsløn
Spidsløn (Acer platanoides), også skrevet Spids-Løn, er et op til 25 m højt, løvfældende træ med en tæt og kraftig vækst. Træet er vildtvoksende i Østjylland og på øerne, og findes desuden ofte plantet mange andre steder. Bladene bliver gule om efteråret. På grund af de store blade, hårdførheden og tålsomheden over for beskæring bruges arten meget som allé- og bytræ.

## Beskrivelse
Spidsløn er et stort, løvfældende træ. Væksten er først kegleformet, men den bliver senere mere afrundet. Grenene er stive og oprette. Stammen er ofte gaffeldelt.
Knopperne er modsatte, tilliggende, spidse og røde. Bladene er helrandede og håndlappede med tydeligt tilspidsede lapper og med indskæringer, som er afrundede i bunden. Oversiden er græsgrøn, mens undersiden er grågrøn. Høstfarven er gul.
Blomstringen sker kort før løvspringet i april - maj. Blomsterne er gule og sidder samlet i oprette halvskærme. De indeholder meget nektar og søges af mange slags insekter. Frugterne er de kendte, vingede "helikoptere". De modner godt og spirer (alt for) villigt i Danmark.
Rodnettet er højtliggende med tæt forgrenede hovedrødder og masser af finrødder. Arten er tilbøjelig til at danne højtliggende "kvælerrødder". Spidsløn har rodhvile mellem juni og september. Skud, knopper og blade indeholder en hvid saft. Træet danner ofte tveger med indgroet bark.
Højde x bredde og årlig tilvækst: 25 x 10 m (75 x 50 cm/år). Disse mål kan fx anvendes, når arten udplantes.

## Hjemsted
Spidsløn er naturligt hjemmehørende i Kaukasus, Iran, Afghanistan, Centralasien og det meste af Europa, herunder også i Danmark, hvor det indgår i de oprindelige blandingsskove på varm og tør bund.
I skoven på Vestereng i det nordlige Aarhus vokser arten sammen med bl.a. ahorn, ask, alm. bingelurt, alm. guldstjerne, hassel, hestekastanje, hulkravet kodriver, navr, ramsløg, seljepil, seljerøn, skovhullæbe, småbladet lind og storbladet elm

## Voksested
Spidsløn trives både i lys og nogen skygge og giver som ungt træ meget skygge. Den tåler vind og skades kun sjældent af frost. Spidsløn klarer sig godt på mange forskellige jordtyper, også helt ud til kanten af blødbundsarealer.

## Anvendelse
Spidsløn bruges meget som prydtræ. Den er dog ikke velegnet som gadetræ på grund af de højtliggende rødder og tilbøjeligheden til at danne indgroet bark i grenvinklerne. Træet kan desuden anvendes i læhegn og som indblanding både i skovbryn og læplantninger.

## Billedgalleri
- Blomster
- Høstfarve
- Det modne træ

| Portal | Portal:Botanik |

## Note
1. ↑  Thorkild Steenberg: Vestereng Et kompendium over området og dets naturhistorie